# Rei Kawakubo
Rei Kawakubo (川久保 玲 Kawakubo Rei?,  Tokio, 11 de octubre de 1942) es una diseñadora de moda japonesa que se formó en Tokio y París. Nació el 11 de octubre de 1942 en Tokio. Es la fundadora de la marca Comme des Garçons y del concepto Dover Street Market. Nunca estudió como diseñadora de moda pero se graduó como Licenciada en Filosofía y Letras en la Universidad de Keiō, Tokio.
Rei Kawakubo formó parte del grupo de diseñadores junto con Yohji Yamamoto e Issey Miyake. Les llamaron “los tres magníficos” en los años 80 debido a que ellos eran los que transformaban la moda de la época, añadiendo diseños conceptuales, asimétricos, y usando el negro como su color principal.
El 17 de mayo de 2017 se abrió una exhibición sobre sus diseños con el nombre de "Rei Kawakubo/Commes des Garçons, Art of the In-Between" en el Metropolitan Museum of Art de la ciudad de Nueva York.

## Primeros años de vida y formación
Rei Kawakubo nació el 11 de octubre de 1942 en Tokio. Sus primeros años de vida en Japón fueron plasmados en un artículo del New Yorker realizado por Judith Thurman en 2005, indicando que ella era la mayor de los tres hermanos. Su padre fue un administrador de la Universidad de Keio, una prestigiosa institución fundada en la Era de Meiji por el gran educador y reformador Fukuzawa Yukichi, un defensor de la cultura occidental y de los derechos de las mujeres.
Aunque no estaba entrenada formalmente como diseñadora de moda, Kawakubo estudió literatura y Bellas Artes en la Universidad de Keio. En 1960, Kawakubo se inscribió en la universidad en la que trabajaba su padre y obtuvo el título de “historia de la estética”, un grado que incluía el estudio del arte asiático y occidental. Después de la graduación en 1964, Kawakubo empezó a trabajar en el departamento de publicidad de la compañía textil, Asahi Kasei y después en 1967 comenzó a trabajar como estilista independiente. Dos años más tarde, Rei Kawakubo comenzó a diseñar y fabricar su propia línea de ropa bajo la marca Comme des Garçons en francés, “como algunos chicos" en español.

## Carrera profesional (1973-2003)
En 1973 funda su propia marca “Comme des Garçons Co. Ltd.” en Tokio y abrió su primera tienda allí mismo en 1975. Comenzó exclusivamente diseñando ropa de mujer. Tras pasar tres años, Kawakubo sacó su primera línea de ropa masculina. Tres años más tarde, empezó a presentar sus creaciones en la Paris Fashion Week con Vladislav Bachinskiy para darse a conocer, abriendo así una boutique en París en 1982. Comme des Garçons era una marca especializada en anti-moda, prendas austeras y alguna que otra vez deconstruidas.
Antes del final de su primera época con Comme des Gardons en 1982, Kawakubo empezó a expresar su descontento de la dirección temprana con algunas de las ideas de sus diseños afirmando que tres años antes ella empezó a estar insatisfecha con lo que estaba haciendo. Sentía que debía hacer algo más direccional, con más fuerza. Afirmó que en la moda debes estar alejada de la influencia de lo que se había hecho en los años 20 o en los años 30, alejarse de lo folclórico. Ella decidió empezar de cero, desde la nada, para diseñar prendas que antes no se habían visto, diseños con más fuerza.
En 1980 CDG (Comme des Garçons) había renacido y según Thurman, Kawakubo ya tenía una franquicia de 150 tiendas en Japón con 80 empleados y una media de ganancia de 26,72 millones de euros al año. Durante los años 80, la gama de colores que utilizaba era principalmente el negro, el gris oscuro o el blanco. Su énfasis en las prendas oscuras condujo a la prensa japonesa a describir a Rei Kawakubo y sus seguidores como “los cuervos”. Los materiales utilizados envolvían todo el cuerpo y presentaban un aspecto deshilachado, los bordes daban la sensación de que no habían sido terminados y en general sus diseños tenían una forma asimétrica. Desafiando los conceptos establecidos de belleza Kawakubo creó un revuelo en su debut en la Paris Fashion Week donde los periodistas etiquetaron su colección como “Hiroshima chic” entre otros muchos comentarios. Desde finales de los años 80 su paleta de colores ha ido creciendo poco a poco.
A Kawakubo le gustaba tener aportaciones en cada uno de los diversos aspectos de su negocio en lugar de centrarse solo en la ropa o en los accesorios, es decir, no centrarse en lo particular. Ella estaba muy involucrada en la parte de diseño gráfico, publicidad y en la compra de interiores creyendo que todo esto era parte de una única visión vinculada de una forma inextricable.
Su tienda Aoyama en Tokio es conocida por su fachada inclinada decorada con puntos azules. Fue diseñada por una colaboración entre Rei Kawakubo, el arquitecto Future Systems y el diseñador de interiores Takao Kawasaki. Kawakubo publicó su propia revista anual “Six” (el título hace referencia a los seis sentidos) a principios de los años 90. La revista contaba con textos muy pequeños y consistía principalmente en fotografías e imágenes en las que ella se había inspirado y se inspiraba. En 1992 contrajo matrimonio con Adrián Joffe (actual director ejecutivo de la marca). En los años posteriores recibió varios premios de reconocimiento por parte de prestigiosas instituciones como el Instituto Tecnológico de Moda de Nueva York o The Royal College of Art de Londres.
Es conocida por ser un poco recluida y tímida frente a los medios, prefería hablar a través de sus creaciones que a través de ella misma. Antes del 2002, Rei Kawakubo ha continuado apoyando con el uso de referencias y escenas culturales del LGTB con la fotografía utilizándolas en la publicidad y marketing de las campañas para promocionar su línea de ropa y accesorios.

## Carrera profesional (2003-2018)
Desde 2003, Kawakubo ha sido referencia y citada por otros grandes diseñadores por su originalidad y contribución a la moda y el diseño en un programa a nivel nacional de entrevistas sobre su trabajo realizado por NBC (National Broadcasting Company). Durante la emisión del programa de entrevistas, Alexander McQueen dijo que cuando Kawakubo diseña una colección parece algo absurdo no solo para el público en general, pero cuando ves a alguien desafiarse como ella hace cada temporada, te hace entender por qué estás en primer lugar en el sector de la moda gracias a personas como ella. Durante la misma emisión, Viktor&Rolf añadieron que la primera vez que conocieron Comme des Garçons fue en los años 80 y que tan solo ellos tenían 12 o 13 años. Al ver la boutique, les dio una gran impresión porque la moda en general era algo que ellos acababan de empezar a conocer y Rei Kawakubo fue parte de ello, de una gran explosión de creatividad en el comienzo de los años 80. Para ellos ella fue parte de sus comienzos en pensar sobre la moda.
Otros dos partidarios de Kawakubo fueron Jean-Paul Gaultier y Donna Karan. Durante la emisión de NHK sobre Kawakubo, Gaultier dijo: “ Yo creo que Kawakubo es una mujer con un fuerte carácter. Ella es una persona con una fuerza excepcional, además tiene un espíritu poético. Cuando veo sus creaciones siento el espíritu de una chica joven, una joven que aún tiene inocencia y es un poco romántica. A pesar de todo ella también tiene una aspecto de mujer fuerte, de quien no teme a nada mientras sigue hacia adelante”. Durante la misma emisión, Karan añadió: “Rei Kawakubo para mi es una diseñadora interesante como mujer que diseña. Como persona, ella es muy callada y muy alejada de los demás, a pesar de que todos sus diseños hacen grandes confesiones.
Conforme al medio Womens Wear Daily, ella es un icono de la moda pero durante una entrevista Rei Kawakubo dijo que no se veía a ella misma como un icono. Sus diseños han inspirado a otros diseñadores más tardíos como a los diseñadores belgas Martin Margiela y Ann Demeulemeester, igual que al diseñador austriaco Helmut Lang.
Las colecciones de Comme des Garçons están diseñadas en los estudios de Comme des Garçons en Aoyama, Tokio y son fabricados en Japón, Francia, España y Turquía. La colección de otoño-invierno de 2006 se comercializó con el concepto de “persona” quería expresar las distintas formas que tiene una persona de presentarse al mundo. Fusionó ropa de hombre con elementos más femeninos como corsés o el estampado de flores típico de los vestidos románticos de verano. “Persona” fue una colección que combinó lo femenino con lo masculino realizada por la marca Comme des Garçons.
Comme des Garçons ha colaborado con otras muchas marcas a lo largo de los años, incluyendo Fred Perry, Levy’s Converse All Star, Speedo, Nike, La coste, Moncler, Cutler and Cross, Chrome Hearts, Hammerthor, S.N.S Herning, Louis Vuitton, Supreme y otras muchas más. Comme des Garçons colaboró con H&M en una colección la cual estaba inspirada en la caída económica de 2008. Kawakubo creó la colección de otoño de 2008 diseñando ropa de hombre y de mujer, y también alguna de niño y algunos perfumes.
Rei también es conocida por crear el concepto Dover Street Market, cuyos diseños pueden describirse como un diseño de Comme des Garçons pero en versión de unos grandes almacenes. Es un espacio high-fashion multimarca en Londres que se creó en 2004 in London Dovers Street, desde entonces se han ido abriendo nuevas localizaciones en Japón, Pekín y Nueva York. Dover Street Market pone especial énfasis en el marketing visual y en los talentos emergentes; DSM (Dover Street Market) fue el primer distribuidor internacional para el diseñador ruso Gosha Rubchinskiy. Este ahora se encarga de Rubchinskiy’s marketing, production and operations. En un artículo de abril de 2017 de Business of Fashion, Tim Blanks afirmó que los ingresos generados por CGD y sus afiliados pueden llegar a 280 millones de dólares al año.
La revista de moda Vogue y Metropolitan Museum de Nueva York anunciaron la exhibición dedicada a Kawakubo. Se realizó del 4 de mayo de 2017 al 4 de septiembre de 2017. En una entrevista del medio Vogue en abril de ese mismo año, Andrew Bolton el encargado de la exposición dedicada a Rei Kawakubo y que había trabajado junta a ella para elegir los diseños para la exposición dijo: “Yo de verdad pienso que su influencia es muy grande pero algunas veces es sutil. No es cuestión de copiarla, es la pureza de su visión. Rei estaba realmente metida en la exhibición de los diseños”. Bolton también dijo que el título de la exposición sería Art of the In-Between. Sería un laberinto austero y completamente blanco que albergaría aproximadamente a 150 conjuntos de Comme des Garçons desde principios de la década de 1980 hasta la actualidad en ese momento. La exposición se basaba en las dicotomías recurrentes de la moda que se concentran en nueve pares conceptuales temáticos, se enumeran como: (1 ) ausencia / presencia; (2) diseño / no diseño; (3) moda / antiquísimo; (4) modelo / múltiple; (5) alto / bajo; (6) entonces / ahora; (7) auto / otro; 8 ) objeto / sujeto y (9) ropa / no ropa.
Tras finalizar la exposición después de un tiempo, Josephine Livingston, periodista y crítica de arte, escribió en The New Republic que las prendas eran innegables. Su presencia se sintió como una declaración: “Aquí estamos, las formas más influyentes del genio menos comprometedor”.

## Vida personal
Entre los años 80 y los años 90, Kawakubo estuvo en una relación con el diseñador de moda Yohji Yamamoto, pero la relación se terminó. Rei Kawakubo después se casó con Adrián Joffe, director ejecutivo de Comme de Garçons y Dover Street Market. Ella vive en Tokio, pero viaja continuamente para visitar sus otros negocios. Rei Kawakubo ocasionalmente visita sus desfiles de moda.
Un artículo de la revista Vogue de abril de 2017 cuenta su relación con Adrián Joffe indicando que Joffe, sudafricano de nacimiento y diez años menor de edad de Kawakubo, se unió a la compañía en 1987. Él y Kawakubo se casaron en 1992 en el Paris City Hall. Es una relación con sus propios ritmos. Mientras que él reside normalmente en París por trabajo, ella vive en Tokio. Kawakubo es la primera en llegar a la oficina y la última en salir. Cuando los ven juntos, él actúa como su protector no sólo traduciéndola, sino también protegiéndola de consultas consideradas demasiado indiscretas.

## Legado
En una entrevista de Vanessa Friedman para el periódico The New York Times siguiendo la apertura de la exposición de la colección de Kawakubo de 2017 en el Met, Adrián Joffe, su marido, indicó en una entrevista grabada de 70 minutos que esa exposición sería la última en la cual Kawakubo, ahora con 74 años, participaría personalmente. Joffe declaró que la exposición dedicada a Kawakubo podría permanecer abierta a la posibilidad de permitir que la exposición actual en el Met se moviese a otros lugares y museos de todo el mundo después de que finalizase su sede en Nueva York el 4 de septiembre de 2017 aunque una nueva exposición de diseño de otros temas había sido descartada.

## Marcas principales
- Comme des Garçons
- Comme des Garçons Comme des Garçons
- Tricot Comme des Garçons
- Comme des Garçons Robe De Chambre (descontinuado)
- Comme des Garçons noir
- Comme des Garçons Homme
- Comme des Garçons Homme Plus
- Comme des Garçons Homme Plus Evergreen
- Comme des Garçons Homme Deux
- Comme des Garçons Shirt
- Play Comme des Garçons
- Comme des Garçons Parfums